# حمله انتحاری ۲۰۱۸ دامبوا
حمله انتحاری ۲۰۱۸ دامبوا روز ۱۷ ژوئن ۲۰۱۷ در دو محله شهر دامبوا، نیجریه رخ داد. بر اثر این حملات ۳۱ نفر جان خود را از دست دادند.

## شرح واقعه
در روز یکشنبه۱۷ ژوئن ۲۰۱۸ در دو محله از شهر دامبوا، واقع در ولایت بورنو در شمال شرقی نیجریه، دو مهاجم انتحاری مردمی که روز عید فطر را جشن گرفته بودند، هدف قرار دادند. بعد از آن مهاجمان از خارج شهر اقدام به پرتاب راکت به سمت مردم کردند.

## تلفات
بر اثر حملات انتحاری دست‌کم ۳۱ نفر کشته و در تهاجم با راکت به سمت مردم دست‌کم ۴۰ نفر زخمی شدند.

## مظنونین
مسئولیت این حمله را گروهی به عهده نگرفته‌است.

## پیشینه
- در تاریخ ۱۷ ژانویه ۲۰۱۸ در دو حمله بمب‌گذاری بوکو حرام در نیجریه ۱۲ نفر جان خود را از دست داده و ۴۸ نفر نیز مجروح شدند.[۴]
- در تاریخ ۱۶ فوریه ۲۰۱۸ توسط سه بمب‌گذاری انتحاری در شمال شرقی نیجریه در یک بازار ماهی صورت گرفت که باعث کشته شدن ۱۸ نفر و زخمی شدن ۲۲ نفر شدند.[۵]